# Lincoln MKX
La Lincoln MKX è un'autovettura crossover mid-size di lusso prodotta dalla Lincoln dal 2007 al 2019.

## Storia

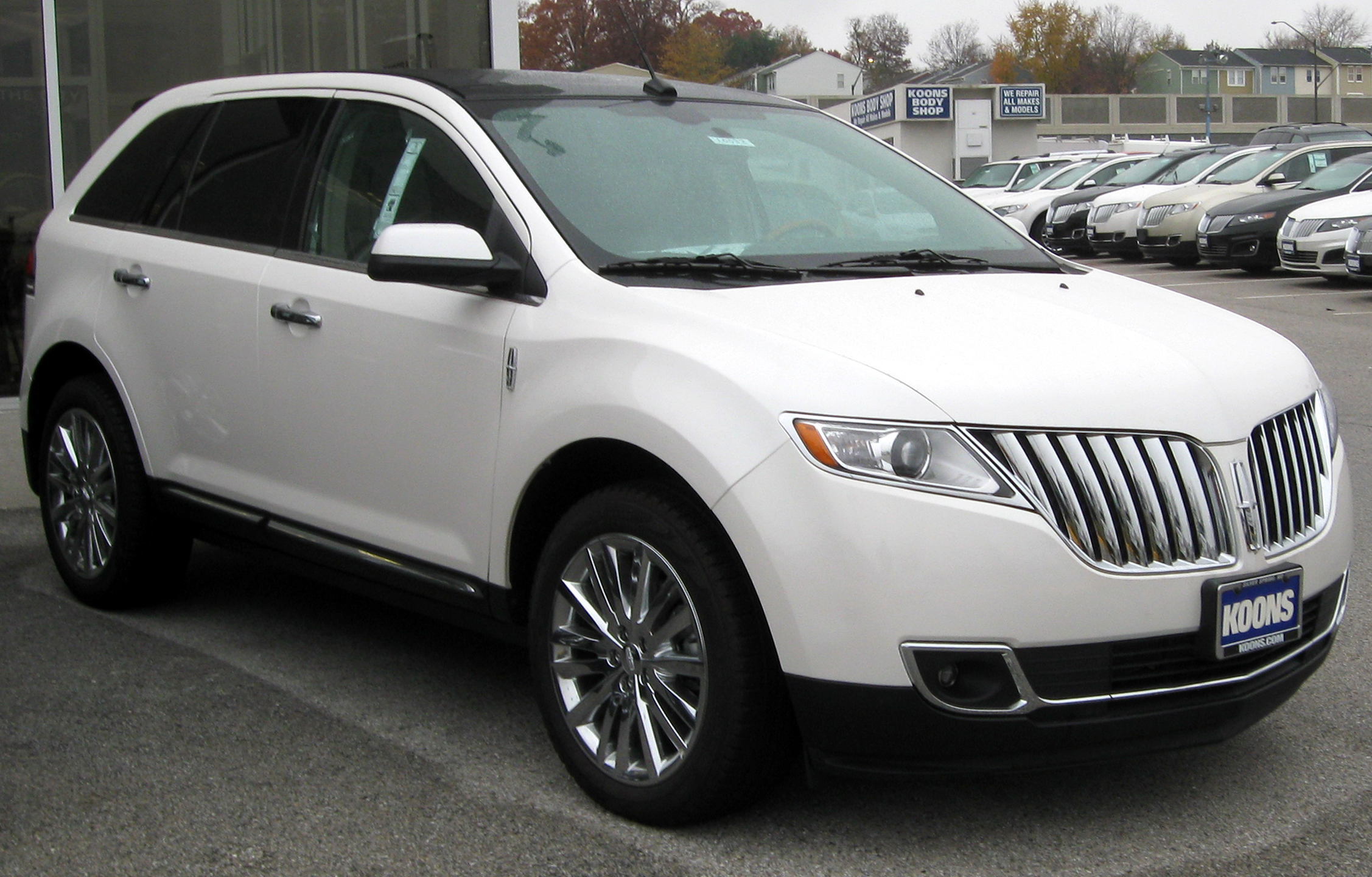
Lincoln MKX restyling 2011

La MKX ha debuttato nel dicembre del 2006 per il model year 2007. È stata prefigurata da una concept car che è stata svelata al pubblico al salone dell'automobile di Detroit del 2004. La MKX è sostanzialmente una versione della Ford Edge ottenuta tramite badge engineering ed è costruita sul pianale CD3 della Ford similmente al modello citato ed alla Mazda CX-9. La MKX possiede una carrozzeria crossover cinque porte.
Il modello è dotata di una struttura monoscocca ed è a trazione anteriore. È però disponibile, tra le opzioni, la trazione integrale. La MKX ha installato un motore V6 bialbero Duratec da 3,5 litri di cilindrata a cui è accoppiato un cambio automatico a sei rapporti. Il motore è interamente realizzato in alluminio ed eroga 265 CV di potenza a 6.250 giri al minuto e 340 N•m di coppia a 4.500 giri al minuto. Il propulsore è montato anteriormente. I freni sono a disco sulle quattro ruote ed è presente l'ABS. Sul modello sono disponibili il controllo della trazione ed il controllo elettronico della stabilità. Sul modello è possibile ordinare un tettuccio apribile in vetro. Quest'ultimo era già presente sulla concept car del 2004.
La MKX è assemblata a Oakville, in Canada, ed è stata oggetto di un facelift nel 2011.
Nel 2015 ne è stata presentata la seconda generazione.
Nel 2019 ne è stata sostituita la Lincoln Nautilus.